# Parco tecnologico
Per parco tecnologico, parco scientifico tecnologico, polo tecnologico, polo scientifico tecnologico, polo dell'innovazione, incubatore, cluster, s'intende di solito un'area che raggruppa le sedi di diverse aziende di alta tecnologia e informatica ed alcuni dipartimenti universitari.

## Descrizione
Svolgono il ruolo di aggregatori di imprese innovative che puntano a sviluppare la crescita economica del territorio favorendo il dialogo tra aziende, università e centri di ricerca. Spesso sono situati nella vicine periferie delle città. Tuttavia esistono Parchi scientifici e tecnologici di diversa dimensione e finalità e con obiettivi differenti.
In Italia se ne contano oltre 40, dislocati in quasi tutte le regioni d'Italia.

## I Parchi tecnologici in Italia
In Italia, ecco la lista dei Parchi tecnologici:

### Trentino Alto Adige
- Parco tecnologico "NOI Techpark Südtirol-Alto Adige" di Bolzano
- "Techno Innovation Park South Tyrol" di Bolzano
- Parco tecnologico "Trentino Sviluppo" di Rovereto (TN)

### Lombardia
- Parco scientifico e tecnologico "ComoNExT - Innovation Hub" di Lomazzo (CO)
- Parco tecnologico "Kilometro Rosso" di Stezzano-Bergamo
- Parco scientifico e tecnologico "Parco Tecnologico Padano" di Lodi
- Parco scientifico e tecnologico "Servitec" di Dalmine (BG)
- Polo tecnologico di Pavia
- Polo tecnologico di Cremona
- CSMT Innovative Contamination Hub Brescia
- Parco Scientifico Tecnologico "SAFELAND" di Peschiera Borromeo (MI)

### Piemonte
- Parco scientifico e tecnologico "Bioindustry Park Silvano Fumero" di Colleretto Giacosa (TO)
- Parco scientifico e tecnologico "Tecnogranda" di Dronero (CN)
- Fondazione Novara Sviluppo di Novara[2]
- Parco tecnologico "Environment Park" di Torino
- Parco scientifico e tecnologico in Valle Scrivia di Tortona (AL)

### Veneto
- Parco scientifico e tecnologico "Galileo" di Padova
- Parco scientifico e tecnologico "VEGA" di Venezia
- Parco scientifico "Star" di Verona

### Friuli Venezia Giulia
- Polo tecnologico di Pordenone
- AREA Science Park di Trieste
- Parco scientifico e tecnologico "Luigi Danieli" di Udine

### Liguria
- Parco scientifico e tecnologico "Great Campus" di Genova

### Emilia Romagna
- Parco Torricelli delle Arti e della Scienza Faventia di Ravenna

### Toscana
- Consorzio Polo Tecnologico Magona di Cecina (LI)
- Parco tecnologico e archeologico delle Colline Metallifere grossetane della provincia di Grosseto
- Polo tecnologico lucchese di Lucca
- Polo tecnologico di Navacchio di (PI)
- "Toscana Life Sciencies" di Siena

### Umbria
- Parco tecnologico "3A-PTA" di Todi (PG)

### Marche
- Parco scientifico e tecnologico "C.NExT Piceno" di Ascoli Piceno[3]

### Lazio
- Parco tecnologico "Pa.L.Mer" di Latina Scalo (LT)
- Polo scientifico romano di Roma
- Polo scientifico tecnologico "Istituto internazionale per le risorse fitogenetiche - IPGRI" di Maccarese, (Roma)
- Polo tecnologico "Tecnopolo" di Roma
- Polo di ricerca tecnologica "ROAD - Rome Advanced District" di Roma[4].

### Campania
- Fondazione Idis-Città della Scienza di Napoli
- Parco tecnologico "TechNapoli" di Pozzuoli (NA)
- Parco scientifico e tecnologico di Salerno

### Puglia
- Parco scientifico e tecnologico "Tecnopolis" di Valenzano (BA)

### Calabria
- Progetto integrato di sviluppo regionale "CalabriaInnova" di Settingiano (CZ)
- Parco scientifico e tecnologico "CALPARK" di Rende (CS)
- Parco scientifico, tecnologico e multisettoriale "Magna Graecia" di Crotone

### Sicilia
- Parco scientifico e tecnologico della Sicilia di Catania

### Sardegna
- Parco tecnologico della Sardegna di Pula (CA)